# 米约西
米约西（法語：Mieussy，法語發音：[mjøsi]）是法国上萨瓦省的一个市镇，位于该省中东部偏北，沙布莱山区，属于博讷维尔区。

## 地理
米约西（46°8'3"N, 6°31'22"E）面积44.45 平方千米，位于法国奥弗涅-罗讷-阿尔卑斯大区上萨瓦省，该省份为法国东部省份，历史上为薩伏依的一部分，北与瑞士接壤，西接安省，南至萨瓦省，东与瑞士和意大利接壤。
与米约西接壤的市镇（或旧市镇、城区）包括：贝勒沃、沙蒂永叙克吕斯、拉科特达尔布罗、马里尼耶、梅日韦特、奥尼永、圣茹瓦尔、塔南日、蒂耶。
米约西的时区为UTC+01:00、UTC+02:00（夏令时）。

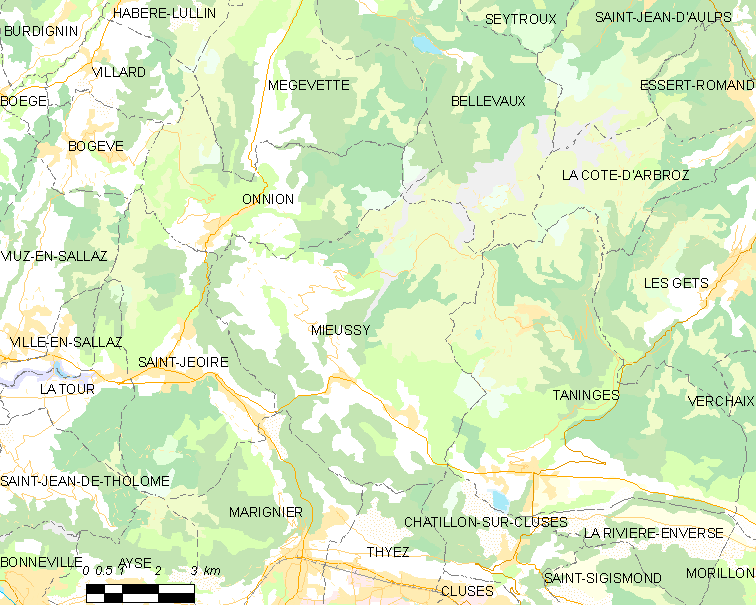
米约西的OSM定位图

## 行政
米约西的邮政编码为74440，INSEE市镇编码为74183。

## 政治
米约西所属的省级选区为克吕斯县。

## 交通
上萨瓦省省道D226线、D308线和D907线经过米约西境内。

## 人口

1962-2008年间米约西人口变化图示

米约西于2022年1月1日时的人口数量为2521人。